# Marzena Remlein
Marzena Remlein – polska ekonomistka, profesor nauk społecznych.

## Życiorys
W 1988  r. ukończyła studia ekonomiki i organizacji produkcji w Akademii Ekonomicznej w Poznaniu, w 1996 r. obroniła pracę doktorską pt. Ocena możliwości zastosowania skonsolidowanych sprawozdań finansowych w holdingach w Polsce, której promotorem była prof. Aldona Kamela-Sowińska, w 2009 r. habilitowała się na podstawie pracy zatytułowanej Inwestycje kapitałowe w polityce rachunkowości grypy kapitałowej. W 2020 r. uzyskała tytuł profesora nauk społecznych.
Została pracownikiem naukowym w Wyższej Szkole Bankowej w Poznaniu i na Uniwersytecie Ekonomicznym w Poznaniu.
Należy do Rady Dyscypliny Naukowej – Ekonomii i Finansów UEP.